# Vàlvula
|  | Aquest article tracta sobre les vàlvules mecàniques, per a l'electrònica vegeu vàlvula de buit |

Una  vàlvula  és un dispositiu mecànic amb el qual es pot iniciar, aturar o regular la circulació (pas) de líquids o gasos mitjançant una peça movible que obre, tanca o obstrueix de forma parcial un o més orificis o conductes.
Les vàlvules són uns dels instruments de control més essencials en la indústria. A causa del seu disseny i materials, les vàlvules poden obrir i tancar, connectar i desconnectar, regular, modular o aïllar una enorme sèrie de líquids i gasos, des dels més simples fins als més corrosius o tòxics. Les seves mides van des d'una fracció de polzada fins a 30 ft (9 m) o més de diàmetre. Poden treballar amb pressions que van des del buit fins a més de 20.000 lb/in ² (140 Mpa) i temperatures des de les criogèniques fins a 1500 °F (815 °C). En algunes instal·lacions cal un segellat absolut, en altres, les fugues o escorriments no tenen importància.
La paraula flux expressa el moviment d'un fluid, però també significa per a nosaltres la quantitat total de fluid que ha passat per una secció determinada d'un conducte. Cabal és el flux per unitat de temps, és a dir, la quantitat de fluid que circula per una secció determinada del conducte en la unitat de temps.

## Classificació de vàlvules atenent als seus usos
- Vàlvules industrials. Les vàlvules industrials poden classificar-se en tres grups: vàlvules de pas, vàlvules de regulació (o de control) i vàlvules de seguretat.

- Pel que fa a les variants, alguns dels tipus més freqüents són els següents.
  - Vàlvula de seient.
  - Vàlvula de camisa.
  - Vàlvula hidràulica, cas particular de vàlvules industrials.
  - Clau o vàlvula de pas, cas de vàlvules en instal·lacions d'edificis residencials (o com per tancs GLP).
  - Vàlvula d'alleujament de pressió, per a casos de bloqueig ( shutter off , en anglès) o d'expansió tèrmica.
  - Vàlvula antiretorn, usada per evitar que un fluid es mogui en sentit no desitjat al llarg d'una canonada.
  - Vàlvula rotatòria, usada en els instruments de vent-metall.
- Vàlvules de cor.

Per analogia s'anomenen també vàlvules els dispositius que regulen el pas d'electrons en determinades circumstàncies:
- Vàlvules termoiòniques.